# Чжоу Цзі
Чжоу Цзі (*周济, 1781 —1839) — китайський поет часів династії Цін, представник Чанчжоуської школи поетів..

## Життя та творчість
Народився у м. Цзінсі (сучасне м. Їсін, провінція Цзянсу). Про його діяльність відомо мало. Здобув класичну освіту. Згодом успішно склав історичний іспит, отримавши вищу вчену ступінь цзіньши. В подальшому приєднався до Чанчжоуської школи поетів. Завдяки йому кількість послідовників цієї школи значно збільшилося.
Він більш чітко, ніж його попередники, вказував, що авторське самовираження являє собою визначальну рису жанру ци. Чжоу Цзі наполягав на психологічній та предметній конкретності, на гармонії окремих образів і слова. В його доробку є 4 збірки віршів.